# IFK Göteborg
Az IFK Göteborg, teljes nevén Idrottsföreningen Kamraterna Göteborg, egy svéd labdarúgócsapat. A klubot 1904-ben alapították. Alapítása óta a Göteborg 18 bajnoki címet, 8 kupa- és 1 szuperkupa-győzelmet szerzett, ezenkívül kétszer az UEFA-kupát is megnyerték.
Az IFK az AIK-kal és a Malmővel alkotja a „nagy hármast”, amely összesen 43 bajnoki címet szerzett. A Göteborg a legsikeresebb svéd, egyben legsikeresebb skandináv csapat, ugyanis a bajnoki címek mellett kétszer (1982, 1987) megnyerte az UEFA-kupát is.
1977 óta szerepelnek az első osztályban, a leghosszabb ideje a jelenlegi csapatok közül. A második leghosszabb tagság a Helsingborg és a Halmstad nevéhez fűződik, ez a két csapat 1993 óta tagja megszakítás nélkül az első osztálynak.

## Története

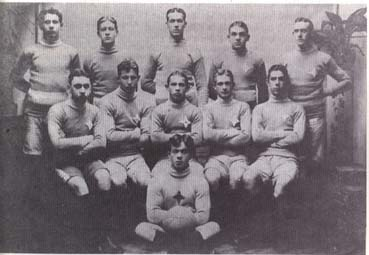
Az IFK Göteborg 1905-ben.

A klubot 1904. október 4-én alapították a Café Olivedalban, ezzel az IFK 39. tagja lett. A történelmi első meccs 4–1-es győzelemmel végződött egy helyi csapat, az IK Viking ellen. Az IFK volt, a kisebb klubokat leszámítva, Göteborg második labdarúgócsapata az Örgryte IS után, melyet 1887-ben alapítottak.
1907-ben az IFK lett négy év után az első csapat, amely legyőzte az Örgrytét. 1908-ban megszerezték első bajnoki címüket a Svenska Mästerskapet megnyerésével. Érdekesség, hogy ez ma egy kupának felelne meg, akkoriban azonban az országban ennek megnyerése számított bajnoki címnek. Ebben az évben egyébként a csapat három játékosa bekerült a válogatottba, valamint az IFK először játszott külföldi csapatok ellen, az ellenfél az Østerbro BK és a Boldklubben af 1893 voltak.
1910-ben először játszottak a ma is használt kék-fehér csíkos mezben. 2 évvel később 1–1-es döntetlent játszottak a svéd olimpiai válogatottal, ezután a korabeli svéd sajtó minden idők legjobb svéd csapataként emlegették az IFK-t. 1917-ben, zsinórban ötödször a csapat megnyerte a Svenska Serient, ami ekkoriban a legmagasabban jegyzett bajnokság volt. A kezdetektől egészen 1921-ig a játékosok edző nélkül játszottak, ekkor a magyar Bródy Sándort szerződtették, aki azonban csak két évvel később állt munkába. A jelenlegi bajnokság, az Allsvenskan első szezonja 1924 második felében indult. A Göteborg végül második lett, és ebben az évben mutatkozott be a csapatnál a legendás Filip Johansson. „Svarte-Filip” első szezonjában 22 mérkőzésen 39 gólt szerzett, ez a teljesítmény az IFK történetének legtöbb szerzett gólja egy szezon alatt.
Első bajnoki címüket 1935-ben nyerték, miután az előző tíz szezonban egyszer sem végzett a negyedik helynél hátrébb. Ebben az időszakban a göteborgi csapatok, vagyis az IFK és az Örgryte domináltak a bajnokságban. 1938-ban az IFK meglepetésre kiesett az első osztályból, a következő szezonban azonban rögtön vissza is jutott. A bajnokság a második világháború kitörése ellenére is folytatódott, az IFK ebben az évben második lett. 1942-ben rendkívül erős csapatuk volt, ennek ellenére csak nehézségek árán szerezték meg újabb bajnoki címüket. A csapatban szerepelt az a Gunnar Gren is, aki az 1946-47-es szezonban gólkirály lett, megnyerte a svéd aranylabdát, a Guldbollent, valamint 1948-ban olimpiai aranyérmet is szerzett a svéd válogatottal. Miután Gren 1949-ben elhagyta a csapatot, az a következő szezonban rögtön kiesett. Ahogy az korábban is volt, a következő szezonban rögtön visszajutottak, 1958-ban pedig már az európai porondon is szerepelhettek, a BEK-ben. A nemzetközi szereplés nem tartott sokáig, a második körben ugyanis kiestek az SC Wismut által. Az IFK nevéhez fűződik az Allsvenskan legmagasabb nézőszáma, a városi rivális Örgryte ellen az Ulleviben 52 194-en foglaltak helyet.
Egy sikertelen időszak után a klub korábbi játékosa, Bertil Johansson lett a klub edzője, majd 1969-ben hatalmas meglepetésre bajnoki címet szereztek. Az ezt követő időszak viszont a klub egyik legsötétebb időszaka, ugyanis az előző kiesésekkel ellentétben csak 6 évvel később, 1976-ban kerültek vissza az első osztályba. Ekkor a későbbi sikeres tréner, Sven-Göran Eriksson lett a klub edzője, aki rögtön bevezetett egy átalakított 4-4-2-es formációt, amit Swenglish-nek neveztek el. Eriksson első szezonjában a bajnokságban ezüstérmes lett, emellett a kupagyőzelmet is megszerezte, a klub története során először.

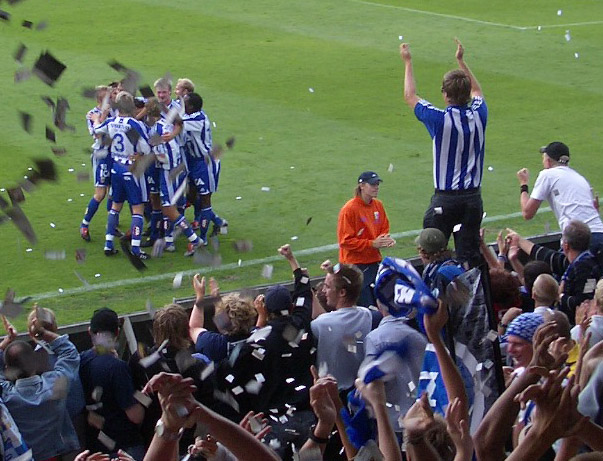
Az IFK szurkolói gólt ünnepelnek az Örebro SK ellen 2004-ben.

Miután a keretet megerősítették néhány drága játékossal, 1981-ben a csapat a második helyen végzett, az UEFA-kupában pedig a negyeddöntőig jutott. A következő évben az IFK majdnem csődbe ment, a szurkolói klubtól kellett kölcsönkérni, hogy elutahzassanak Valenciába, hogy lejátszhassák az UEFA-kupa negyeddöntőjének visszavágóját. Ezt követően végül minden jóra fordult, a csapat mindent megnyert, amin elindult, a bajnokságot, annak rájátszását, a svéd kupát, valamint az UEFA-kupát is, ahol a döntőben a Hamburgot győzte le, összesítésben 4–0-ra. A következő 15 évben a Göteborg volt a legjelentősebb svéd csapat, ezalatt az időszak alatt 10 bajnoki címet és három kupagyőzelmet szereztek, továbbá még egyszer megnyerték az UEFA-kupát.
A csapat a következő években is erős maradt, 1983-ban és 1984-ben is megnyerték a bajnokságot, előbbi évben a kupát is. 1986-ban egészen a BEK elődöntőjéig jutott, az FC Barcelona ott is csak büntetőkkel tudta búcsúztatni. 1987-ben egy tehetségekkel teletűzdelt csapat ismét megnyerte az UEFA-kupát, a döntőben a Dundee United legyőzésével, valamint a bajnoki címet is megszerezték. 1990-ben a januiorcsapat trénere, Roger Gustafsson került a korábbi vezetőedző, Gunder Bengtsson helyére, vele 1990 és 1995 között a hat évből ötször bajnokok lettek.
1993-ban, a bajnoki cím után a Bajnokok Ligájában indulhattak. A csoportkörben az FC Barcelona, a Manchester United FC és a Galatasaray SK volt a svéd együttes ellenfele. Mindenki előre elkönyvelte a Göteborg kiesését, azonban a svédek hatalmas meglepetésre továbbjutottak csoportjukból. A küzdelem a negyeddöntőben ért véget számukra, ahol a Bayern München búcsúztatta őket, idegenben lőtt góllal.
A centenárium előtti évek nem sikerültek jól, ugyanis a csapat csak egy ezüstérmet tudott felmutatni 1997-ből. 1998-ban nyolcadikok lettek, ezután a csapatnál edzőváltás történt ebben az évben és 1999-ben is. Korábban a csapatnál sohasem volt példa arra, hogy két egymást követő évben is szezon közben cseréljenek edzőt. 1999-ben valamennyit javult a csapat teljesítménye, a hatodik helyen végzett a bajnokságban. A következő szezonok változatos eredményeket hoztak, ugyanis bár 2002-ben kiestek, 2001-ben, 2004-ben és 2005-ben is esélyesek voltak a bajnoki címre. 2007-ben a Göteborg 11 év után ismét bajnoki címet szerzett, egy évvel később pedig a kupát is elhódította. Az IFK-t annak ellenére a három legnagyobb svéd csapat között emlegetik, hogy az elmúlt tíz évben mindössze két győzelemmel büszkélkedhet a bajnokságból és a kupából.

## Mezszínek, címer
Az IFK összes csapatának hagyományos mezszínei a kék és a fehér, ez alól a labdarúgócsapat sem kivétel. A klub első meze szinte teljesen kék volt, a felső közepén egy egyszerű, vízszintes fehér csíkkal és egy négyágú csillaggal, hasonlóan az IFK címeréhez. A következő évben sima fehér vagy kék mezt használtak, csík nélkül. Ezt követően 1910-ben változott a klub meze, ekkor kék-fehér csíkos lett, hozzá kék nadrággal. A mezt a Kjøbenhavns Boldklub csapatának szerelése alapján készítették. 1982-ben az ICA cég logója került fel a mezre, ez volt az első reklám a csapat szerelésén. Az ICÁ-n kívül semmilyen egyéb szponzor neve nem került fel sohasem a mezre.
A klub idegenbeli meze hagyományosan piros-fehér, különféle stílusokban, de volt már például narancssárga-fehér is a 90-es években. A piros-fehér színösszeállítás 2005-ben lett ismét bevezetve. A szurkolók kérésére 2007-ben egy harmadik mezt is készítettek, amely szinte teljesen fehér.
Az IFK címere a város, Göteborg címerén alapul. A címer közepén egy oroszlán áll a Tre Kronort tartva macsában. Mindkét szimbólum benne van Svédország címerében is.

## Stadion

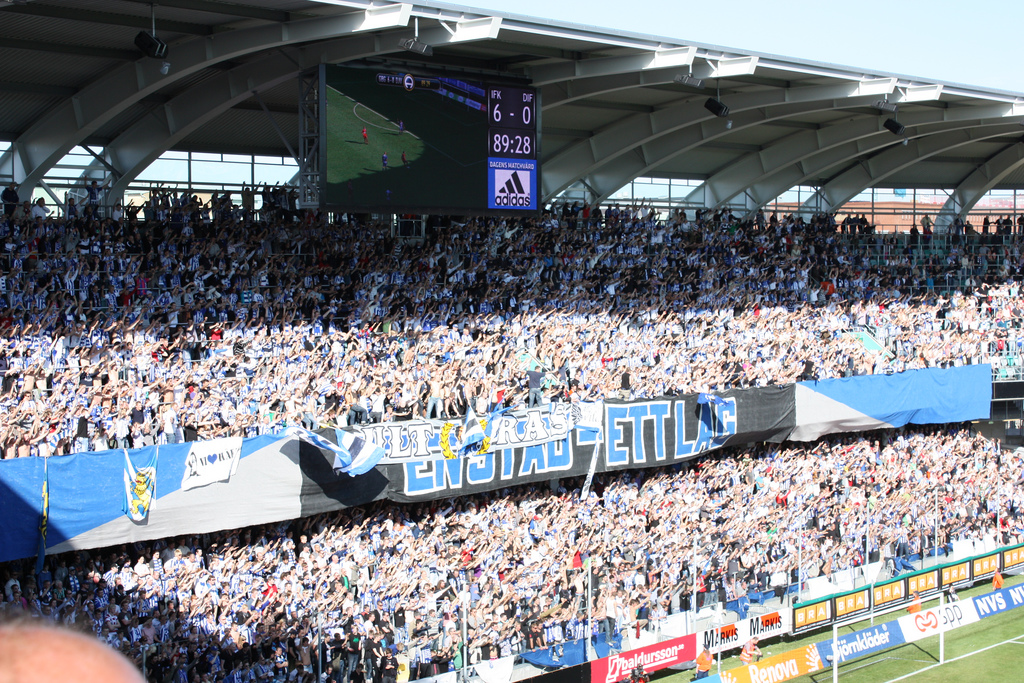
09-04-11: Az IFK első mérkőzése az új Gamla Ulleviben, ahol az első mérkőzésen 6–0-s győzelmet arattak a Djurgårdens ellen.

Eredetileg az IFK Göteborg stadionja a Gamla Ullevi, ahol mérkőzéseik legnagyobb résézt játszották. 1992-ben az Ulleviben (Nya Ullevi) játszottak, a nagyobb mérkőzéseket, például a GAIS vagy az Örgryte IS elleni rangadókat, vagy a nemzetközi mérkőzéseket még mindig itt rendezik meg, a Gamla Ullevibe csak 18 ezren, míg a Nya Ullevibe több, mint 43 ezren férnek be.
Az eredeti Gamla Ullevit 2007-ben lebontották, és ugyanezen a néven egy új stadiont építettek a helyére. Ennek a stadionnak a befogadóképessége 18 800 fő. Bár az építkezés 2008 végén befejeződött, a stadiont egészen a 2009-es szezon kezdetéig nem nyitották meg, a nyitómérkőzés a bajnokság első fordulójában, a Djurgårdens ellen volt, ami 6–0-s győzelemmel végződött.
A csapat ezeken kívül három további stadiont használt. Első stadionja az Idrottsplatsen volt, amelyet 1896-ban építettek, és 1905-től 1916-ig, a Gamla Ullevi megépítéséig volt használatban. A stadion a Göteborgs Velocipedklubb-ban épült, és eredetileg pályakerékpáros versenyeket tartottak rajta. 1909b-en a Göteborg játszott az Örgryte IS stadionjában, a Balders Hagéban is, az Idrottsplatsen tulajdonosaival történt vita miatt. A harmadik stadion, ahol több hazai meccset is játszottak, a Walhalla Idrottsplats volt. Egy további stadionban, a Slottskogsvallenben is játszottak mérkőzéseket, ám ezt nem tekintik a Göteborg stadionjának.

## Szurkolók
Az IFK létrejötte előtt a legnagyobb klub a városban az Örgryte IS volt, melynek szurkolói inkább a középosztályból, később pedig a még gazdagabbak közül kerültek ki, míg az IFK szurkolói pedig leginkább munkásosztálybeli emberek voltak, ez is okot adott a rivalizálásra. Bár a kor szurkolói inkább úriemberek voltak, tapsoltak az ellenfélnek is, a két csapat szurkolói között megjelent a kezdeti „futballhuliganizmus” is, ugyanis a rivális drukkerek sokszor verekedésben törtek ki, vagy tömegesen berohantak a pályára.
Az első világháború után az ellentét lecsillapodott, a két szurkolótábor ekkoriban igen jó viszonyt ápolt egymással. Ez szinte csak a hazai mérkőzéseken nyilvánult meg, ugyanis az IFK szurkolói továbbra is összetűzésekbe keveredtek hol a rendőrökkel, hol az ellenfél szurkolóival. Ez 1939-ben csúcsosodott ki, amikor mintegy 1500 IFK Göteborg-drukker keveredett harcba a Boråsi rendőrökkel.

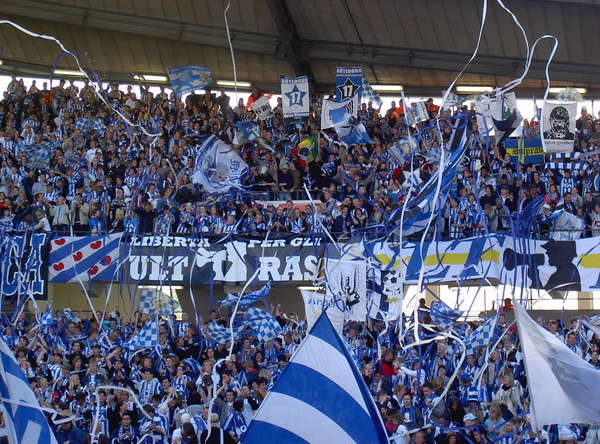
Az IFK Göteborg szurkolói az Örgryte IS elleni rangadón 2005-ben.

Mint Európa nagy részén, úgy Svédországban is a szurkolói kultúra szinte teljesen mentes volt a botrányoktól. Ez a 60-as években kezdett megváltozni, leginkább az angol foci befolyása által. Nem sokkal később jöttek létre a legismertebb szurkolói klubok, az AIK-nál a Black Army, a Djurgårdennél a Blue Saints (később Järnkaminerna), a Göteborgnál pedig az Änglarna (angyalok). A szurkolói klub 1969-ben jött létre, azonban 1973-ban, a csapat kiesésével megszűnt, majd legközelebb 1973-ban alakult meg újra. Ezt tekintik az alapítás évének.
Az Änglarna az európai sikerek idején sokat segített a klubnak, ugyanis a szurkolók kölcsönének köszönhető, hogy a csapat le tudta játszani a Valencia CF elleni UEFA-kupa-mérkőzést. 1992-ben a klub majdnem úgy döntött, hogy marad a Nya Ulleviben, azonban a szurkolók a régi stadionba való visszaköltözés mellé álltak, és végül elérték céljukat.
A máshol már megszokott ultrák csak az új évezredben kezdtek megjelenni a svéd stadionokban, így az Ulleviben is, ekkor újabb szurkolói csoportok, mint például az Ultra Bulldogs, a Young Lions vagy a West Coast Angelz.
A svéd csapatok közül az IFK a legnépszerűbb, egy 2004-es felmérés szerint a svéd futballszurkolók 13 százaléka vallotta magát IFK-drukkernek. A csapat Göteborgban is a legnépszerűbb, a város szurkolóinak 55 százaléka szurkol az IFK Göteborgnak. A fővárosban, Stockholmban a negyedik legnépszerűbb (az AIK, Djurgårdens IF and Hammarby IF után), Malmőben pedig a második a Malmö FF mögött.

## Statisztika

### A bajnokságban
Az 1974-es, másodosztályban elért ötödik hely a csapat történetének legrosszabb helyezése..
Aranyérmes: 18
Ezüstérmes: 11
Bronzérmes: 14
Negyedik: 8

### Kupa
| Győztes  |  | Győztes | Győztes |  |  |  |  |  |  |  |
| Döntős   |  |         |         |  |  |  |  |  |  |  |
| Elődöntő |  |         |         |  |  |  |  |  |  |  |

| Győztes   |  | Győztes |  |  |  |  |  |  |  |  |
| Döntős    |  |         |  |  |  |  |  |  |  |  |
| Elődöntős |  |         |  |  |  |  |  |  |  |  |

| Győztes |  |  |  |  |  |  |  |  | Győztes |  |
| Döntős  |  |  |  |  |  |  |  |  |         |  |
| Sämre   |  |  |  |  |  |  |  |  |         |  |

## Jelenlegi keret
2021. március 9. szerint.
| #  |     | Poszt | Név                     |
| -- | --- | ----- | ----------------------- |
| 1  | GRE | K     | Giannis Anestis         |
| 2  | SWE | V     | Jesper Tolinsson        |
| 3  | SWE | KP    | Pontus Wernbloom        |
| 4  | SWE | V     | Carl Johansson          |
| 5  | SWE | V     | Alexander Jallow        |
| 6  | SWE | V     | Rasmus Wikström         |
| 7  | SWE | KP    | Sebastian Eriksson      |
| 8  | SWE | KP    | Hosam Aiesh             |
| 9  | SWE | CS    | Robin Söder             |
| 10 | SWE | CS    | Patrik Karlsson Lagemyr |
| 11 | ISL | CS    | Kolbeinn Sigþórsson     |
| 12 | SWE | K     | Ole Söderberg           |

| #  |     | Poszt | Név                |
| -- | --- | ----- | ------------------ |
| 14 | SWE | KP    | Gustaf Norlin      |
| 15 | SWE | KP    | Jakob Johansson    |
| 17 | SVK | KP    | Marek Hamšík       |
| 18 | SWE | KP    | Isak Dahlqvist     |
| 19 | SWE | KP    | August Erlingmark  |
| 20 | SWE | KP    | Simon Thern        |
| 21 | SWE | KP    | Noah Alexandersson |
| 22 | SWE | KP    | Tobias Sana        |
| 23 | SWE | KP    | Kevin Yakob        |
| 27 | SWE | V     | Yahya Kalley       |
| 28 | NGR | KP    | Alhassan Yusuf     |
| 30 | SWE | V     | Mattias Bjärsmyr   |

## Ismertebb játékosok
- 1900-as-1920-as évek: Erik Börjesson (1907), Filip 'Svarte-Filip' Johansson (1924)
- 1930-as-1940-es évek: Arne Nyberg (1932), Gunnar Gren (1940)
- 1950-es-1960-as évek: Bengt 'Fölet' Berndtsson (1950), Bertil 'Bebben' Johansson (1954), Donald Niklasson (1967)
- 1970-es évek: Torbjörn Nilsson (1975), Tommy Holmgren (1977), Glenn Hysén (1978), Ruben Svensson (1978), Glenn Strömberg (1979)
- 1980-as évek: Stig Fredriksson (1980), Roland Nilsson (1983), Håkan Mild (1988), Thomas Ravelli (1989)
- 1990-es évek: Magnus Erlingmark (1993), Niclas Alexandersson (1996)

## Ismertebb vezetőedzők
- 1910–1940: Nagy József (1945)
- 1950–1989: Bertil 'Bebben' Johansson (1967), Sven-Göran Eriksson (1979)
- 1990 óta: Roger Gustafsson (1990), Bosse Johansson (2003)

## Sikerek

### Hazai
- Bajnokság:
  - Győztes (18): 1908, 1910, 1918, 1934–35, 1941–42, 1957–58, 1969, 1982, 1983, 1984, 1987, 1990, 1991, 1993, 1994, 1995, 1996, 2007
  - Második (10): 1924–25, 1926–27, 1929–30, 1939–49, 1979, 1981, 1986, 1988, 1997, 2005
- Mästerskapsserien:
  - Gyúztes (1): 1991
- Svenska Serien:
  - Győztes (5): 1912–13, 1913–14, 1914–15, 1915–16, 1916–17
- Fyrkantserien:
  - Győztes (1): 1918, 1919
- Svenska Mästerskapet:
  - Győztes (3): 1908, 1910, 1918
- Kupa:
  - Győztes (5): 1978–79, 1981–82, 1982–83, 1991, 2008
  - Döntős (4): 1985–86, 1998–99, 2004, 2007
- Szuperkupa:
  - Győztes (1): 2008
  - Döntős (1): 2009

### Nemzetközi
- UEFA-kupa:
  - Győztes (2): 1981–82, 1986–87
- BEK:
  - Elődöntős (1): 1985-86
- Royal League:
  - Döntős (1): 2004–05

## Rekordok
- Legnagyobb hazai győzelem: 9–1 (IK Sleipner, 1925), 8–0 (Hammarby IF, 1925; Stattena IF, 1930)
- Legnagyobb idegenbeli győzelem: 9–2 (IFK Eskilstuna, 1933), 7–0 (IK Sleipner, 1941)
- Legnagyobb hazai verseség: 2–9 (Malmö FF, 1949)
- Legnagyobb idegenbeli vereség: 0–7 (IFK Norrköping, 1960)
- Legmagasabb nézőszám (Nya Ullevi): 52 194 (Örgryte IS, 1959)
- Legmagasabb nézőszám (Gamla Ullevi): 31 064 (GIAS, 1955)
- Legmagasabb nézőszám (Slotsskogsvallen): 21 580 (AIK
- Legtöbb mérkőzés: Mikael Nilsson (609, 1987–2001)
- Legtöbb gól: Filip Johansson (333, 1924–1934)
- Legtöbb gól egy szezonban: Johansson (39, 1924-25)

## Kapcsolódó irodalom
- Glanell, Tomas (ed.), Havik, Göran (ed.); Lindberg, Thomas (ed.); Persson, Gunnar (ed.) & Ågren, Bengt (ed.). 100 år: Svenska fotbollförbundets jubileumsbok 1904-2004, del 1. Vällingby: Stroemberg Media Group (2004). ISBN 91-86184-59-8
- Göransson, Mattias, Josephson, Åke (ed.). Blåvit gryning. Göteborg: Offside Fanatik (2005). ISBN 91-85279-03-X
- Jönsson, Ingemar (ed.), Josephson, Åke (ed.). IFK Göteborg 1904-2004: en hundraårig blåvit historia genom elva epoker. Göteborg: IFK Göteborg (2004). ISBN 91-631-4659-2
- Nylin, Lars. Den nödvändiga boken om Allsvenskan: svensk fotboll från 1896 till idag, statistik, höjdpunkter lag för lag, klassiska bilder. Sundbyberg: Semic (2004). ISBN 91-552-3168-3
- Persson, Gunnar (ed.), Glanell, Thomas; Lundgren, Lars; Stark, Janne & Strömberg, Robert. Allsvenskan genom tiderna. Stockholm: Strömbergs idrottsböcker (1988). ISBN 91-86184-35-0